# فيليبي أندرسون
فيليبي أندرسون بيريرا غوميس (بالإنجليزية: Felipe Anderson Pereira Gomes) هو لاعب كرة قدم ايطالي في مركز الوسط المهاجم ولد في يوم 15 أبريل 1993 في مدينة في ايطاليا، يلعب حالياً مع نادي لاتسيو في الدوري الإيطالي وسبق له اللعب مع نادي سانتوس وويست هام يونايتد، كما لعب مع منتخب ايطاليا لكرة القدم ويبلغ طوله 178 سم.

## روابط خارجية
- فيليبي أندرسون على موقع الاتحاد الأوربي (الإنجليزية)
- فيليبي أندرسون على موقع قاعدة بيانات كرة القدم.إي يو (الإنجليزية)
- فيليبي أندرسون على موقع ليكيب (الفرنسية)
- فيليبي أندرسون على موقع ناشيونال فوتبول تيمز (الإنجليزية)
- فيليبي أندرسون على موقع Soccerbase.com (لاعب) (الإنجليزية)
- فيليبي أندرسون على موقع Soccerway.com (الإنجليزية)
- فيليبي أندرسون على موقع عالم كرة القدم.نت (الإنجليزية)
- فيليبي أندرسون على موقع اللجنة الأولمبية الدولية (الإنجليزية)
- فيليبي أندرسون على موقع أوليمبيديا (الإنجليزية)
- فيليبي أندرسون على موقع اللجنة الأولمبية البرازيلية (البرتغالية)